# Eugene De Kock
Eugene Alexander De Kock (nacido el 29 de enero de 1949) es un excoronel de la policía sudafricana, torturador y asesino, activo bajo el gobierno del apartheid. Apodado «Prime Evil» por la prensa, De Kock era el comandante del C10, una unidad de contrainsurgencia del SAP que secuestró, torturó y asesinó a numerosos terroristas desde los años 1980 hasta principios de los 1990. Entre las víctimas del C10 se encontraban miembros del Congreso Nacional Africano.
Tras la transición sudafricana, De Kock reveló el alcance total de los crímenes del C10 y reconoció la pérdida que sufrieron las familias de las víctimas que le ordenaron asesinar, mientras testificaba ante la Comisión de la Verdad y la Reconciliación . En 1996, fue juzgado y declarado culpable de ochenta y nueve cargos y sentenciado a dos cadenas perpetuas simultáneas más 212 años de prisión. Desde que comenzó su sentencia, De Kock ha acusado a varios miembros del gobierno del apartheid, incluido el expresidente estatal FW de Klerk, de permitir las actividades del C10. En 2015 se le concedió la libertad condicional.

## Biografía
Eugene Alexander de Kock nació de Lourens Vosloo de Kock, magistrado y amigo personal del ex primer ministro B. J. Vorster. Vosloo «Vossie» de Kock, el hermano de Eugene, lo describió más tarde como un niño «tranquilo» que «no era una persona violenta». También contó cómo su padre, un miembro del Afrikaner Broederbond, adoctrinó a los niños en la ideología nacionalista afrikáner y les enseñó «afrikáans estricto» a medida que crecían.
De Kock desarrolló desde hace mucho tiempo la ambición de convertirse en oficial. En 1967, después de terminar la escuela secundaria, realizó su servicio nacional de un año de duración en Pretoria en el Gimnasio del Ejército. Durante este tiempo, él y el resto de las seis compañías del Gymnasium fueron enviados a la frontera de Rodesia con Botsuana para enfrentar las incursiones militantes del ANC. De Kock se graduó en el Gymnasium como soldado de infantería en las Fuerzas de Defensa de Sudáfrica. Sin embargo, decidió no asistir a la escuela de oficiales en la Bahía de Saldanha debido a su tartamudez y se negó a obtener un título de B. Mil. Se unió a la rama uniforme de la policía sudafricana en Provincia del Cabo Oriental.
De Kock recibió entrenamiento fuera de servicio en la prisión Baviaanspoort de Pretoria con miembros de la Policía de Seguridad bajo el mando del Capitán de Swart, en lo que más tarde se convertiría en el Grupo de Trabajo Especial del SAP. En 1976, en lugar de aceptar una invitación para capacitar a nuevos miembros del Grupo de Trabajo Especial, De Kock se presentó en la Escuela de Policía para un curso de oficiales y fue ascendido de suboficial a teniente.
En mayo de 1978, De Kock fue trasladado al suroeste de África y se unió a la rama de seguridad en Oshakati. En 1979, cofundó Koevoet, una unidad de contrainsurgencia del SAP encargada de combatir al Ejército Popular de Liberación de Namibia (PLAN) durante la Guerra Fronteriza de Sudáfrica. Koevoet era considerado una unidad muy eficaz, pero cometió atrocidades contra civiles y otras violaciones de derechos humanos. Sus éxitos en el seguimiento y asesinato de guerrilleros del PLAN llevaron al SAP a considerar la creación de una división similar en Sudáfrica.
Mientras testificaba ante la Comisión de la Verdad y la Reconciliación, De Kock relató un incidente durante su tiempo en la Guerra Fronteriza en Angola. Capturó a un grupo de prisioneros y los trajo de regreso al campo. Sin embargo, en lugar de felicitarlo, lo reprendieron y luego vio cómo los superiores golpeaban a los prisioneros.
Al ser declarado culpable el 30 de octubre de 1996, De Kock fue condenado a dos cadenas perpetuas más 212 años de prisión por crímenes contra la humanidad. Los 89 cargos incluían seis cargos de asesinato, así como conspiración para asesinar, intento de asesinato, agresión, secuestro, posesión ilegal de un arma de fuego y fraude. De Kock cumplió su condena en la sección C Max de la Prisión Central de Pretoria.
De Kock se hizo prominente por primera vez durante su testimonio ante la Comisión para la Verdad y la Reconciliación en 1998, durante el cual hizo múltiples revelaciones relacionadas con las muertes del ANC.
El ministro de Justicia, Michael Masutha, anunció el 30 de enero de 2015 que a De Kock se le había concedido la libertad condicional. En la conferencia de prensa, se anunció que la fecha de su liberación no se haría pública. Masutha dijo además que De Kock había expresado remordimiento por sus crímenes y había cooperado con las autoridades para recuperar los restos de varias de sus víctimas. Sin embargo, De Kock permanecería en libertad condicional por el resto de su vida.